# Saint-André-Goule-d'Oie

Saint-André-Goule-d'Oie este o comună în departamentul Vendée, Franța. În 2009 avea o populație de 1,645 de locuitori.